# الک ریوس
الک هارلی ریوس CBE (10 مارس ۱۹۰۲–۱۳ اکتبر ۱۹۷۱) دانشمند انگلیسی بود که به دلیل اختراع مدولاسیون کد پالس (PCM) مشهور است. ۸۲ حق ثبت اختراع به وی تعلق گرفت.

## اوایل زندگی
الک ریوس در سال ۱۹۰۲ در ردهیل، ساری متولد شد و در مدرسه مدرسه گرامر رایگیت تحصیل کرد، به‌دنبال آن در سال ۱۹۱۸ بورس تحصیلی به دانشکده مهندسی شهر و اصناف رسید و سپس در سال ۱۹۲۱ تحصیلات تکمیلی را در امپریال کالج لندن انجام داد.